# Homalotyloidea snoflaki
Homalotyloidea snoflaki är en stekelart som först beskrevs av Hoffer 1954.  Homalotyloidea snoflaki ingår i släktet Homalotyloidea och familjen sköldlussteklar. Inga underarter finns listade i Catalogue of Life.